# Aisone
Aisone (en français, Ison ; en piémontais, Aison ; en occitan, Aizoun) est une commune de la province de Coni dans le Piémont, en Italie. 

## Culture
Aisone fait partie des communes de langue occitane.

## Administration
| Période                                  | Période  | Identité           | Étiquette    | Qualité |
| ---------------------------------------- | -------- | ------------------ | ------------ | ------- |
| 14 juin 2004                             | En cours | Giovanni Degioanni | lista civica |         |
| Les données manquantes sont à compléter. |          |                    |              |         |

### Hameaux
Forani, Lucerna.

### Communes limitrophes
Demonte, Valdieri, Vinadio.